# Obregonia denegrii
Obregonia denegrii Fric, 1925 è una pianta succulenta della famiglia delle Cactacee, endemica del Messico. È l'unica specie nota del genere Obregonia.

## Descrizione
Questa pianta è caratterizzata da grossi tubercoli triangolari. Globosa depressa, è di colore verde-verde scuro, e presenta piccole areole all'apice dei tubercoli con spine sottili e curve. Produce dei fiori che sbocciano all'apice lanuginoso di colore solitamente bianco rosato.

## Distribuzione e habitat
La specie è diffusa  nel Messico nord-orientale (Nuevo León, Tamaulipas).
Vive negli interstizi delle pietre e in posizioni ombreggiate.

## Coltivazione
La pianta necessita di un terriccio ricco di sabbia, ghiaia calcarea e terriccio di foglie.
La sua crescita è molto lenta. Gradisce concimazioni nel periodo estivo e annaffiature abbondanti in estate. Da tenere in luogo riparato dalla luce solare e ben arieggiato. Può resistere a temperature non troppo rigide (5° sopra lo zero), ed è facilmente affetto da marciumi e cocciniglie che interessano le radici.